# Ершов, Владимир Николаевич
Владимир Николаевич Ершов (1932 — не позднее 1991) — советский шахматист, мастер спорта СССР (1967).

## Биография
Проживал в Днепродзержинске.
Известен по успешным выступлениям в заочных соревнованиях.
Бронзовый призёр 7-го чемпионата СССР (1965—1966 гг.; за это достижение получил звание мастера спорта). Участник 8-го (1967—1968 гг.), 13-го (1977—1978 гг.) и первой лиги 18-го (1988—1991 гг.) чемпионатов СССР.
В составе сборной Украинской ССР участник 4-го командного чемпионата СССР (1973—1975 гг.).

## Основные спортивные результаты
| Год       | Соревнование                                                     | + | − | =  | Результат | Место |
| --------- | ---------------------------------------------------------------- | - | - | -- | --------- | ----- |
| 1965—1966 | 7-й чемпионат СССР                                               | 8 | 1 | 10 | 13 из 19  | 3     |
| 1967—1968 | 8-й чемпионат СССР                                               | 3 | 8 | 8  | 7 из 19   | 17—19 |
| 1973—1975 | 4-й командный чемпионат СССР (сборная Украинской ССР, 1-я доска) |   |   |    | 3½ из 12  |       |
| 1977—1978 | 13-й чемпионат СССР                                              | 5 | 7 | 7  | 8½ из 19  | 12—13 |
| 1988—1991 | Первая лига 18-го чемпионата СССР                                |   |   |    | 6 из 14   | 11—12 |